# ديف واتسون (دراج)
ديف واتسون (بالإنجليزية: Dave Watson) هو دراج أسترالي، ولد في 19 ديسمبر 1946.

## وصلات خارجية
- ديف واتسون على موقع أرشيف الدراجات (الإنجليزية)
- ديف واتسون على موقع إحصائيات الدراجات الإحترافية (الإنجليزية)
- ديف واتسون على موقع أوليمبيديا (الإنجليزية)